# Owusu Afriyie Akoto
Owusu Afriyie Akoto, né le 19 octobre 1949, est un économiste agricole et homme politique ghanéen. Il est membre du Nouveau Parti Patriotique et a été député de la circonscription de Kwadaso (en) de 2009 à 2017. Il est ministre du cabinet de l'administration Nana Akufo-Addo et est ministre de l'Alimentation et de l'Agriculture (en) du Ghana. Il démissionne le 10 janvier 2023 pour se concentrer sur son ambition présidentielle,. Il est titulaire d'une maîtrise et d'un doctorat en économie agricole de l'Université de Cambridge au Royaume-Uni.

## Jeunesse et éducation
Owusu Afriyie Akoto nait de Bafuor Osei Akoto (en), le fondateur et leader du Mouvement de libération nationale (en) d'avant l'indépendance et également linguiste en chef au Palais Manhyia. Akoto a fait ses études secondaires à l'école Opoku Ware, à Kumasi. Il a poursuivi ses études à l'Université du Ghana, à Legon, et a obtenu un baccalauréat en sciences agricoles,. Il a ensuite étudié à l'Université de Cambridge, où il a obtenu une maîtrise en économie agricole. Il obtient son doctorat en philosophie à Cambridge en 1985,.

## Parcours professionnel
Owusu Afriyie Akoto est employé par l'Organisation internationale du café à Londres, en Angleterre, pendant plus d'une décennie,. Parmi les postes qu’il occupe figurent ceux d’économiste, d’économiste principal et de conseiller économique en chef. Il est également consultant auprès de la Banque mondiale, une agence des Nations Unies, sur les matières premières agricoles, à savoir le cacao, le café et le sucre.
Après avoir travaillé pendant plus de 18 ans à l'étranger, il retourne au Ghana où, de 1995 à 2008, il occupe le poste de PDG de Goldcrest Commodities Limited et de Plantation Resources Limited,,.

## Vie politique
Owusu Afriyie Akoto se présente pour la première fois au siège de la circonscription de Kwadaso (en) en 2004 et reçoit 20 % du total des votes exprimés par les délégués. Il perd face à la nouvelle venue en politique, Josephine Hilda Addo (en), qui l'emporte avec 26 voix. Elle remporte ensuite les élections de circonscription lors des élections générales de 2004. (en).
Il se présente à nouveau aux primaires de la circonscription de 2007 et bat le président sortant. Il exerce deux mandats en tant que député de Kwadaso, de 2009 à 2016. Lorsqu'il est au Parlement, Owusu Afriyie Akoto est membre adjoint de la Commission de l'alimentation, de l'agriculture et des affaires du cacao. Samiu Kwadwo Nuamah (en) lui succède lorsqu'il perd les primaires parlementaires du NPP en 2015.

### Primaires parlementaires de 2015
En juin 2015, Owusu Afriyie Akoto se présente aux primaires de circonscription dans l'espoir d'obtenir suffisamment de voix pour lui permettre de se présenter aux élections parlementaires de circonscription. Cinq autres candidats, dont Addo, un ancien député de la circonscription, se présentent à l'élection. Le vainqueur final est Nuamah, qui recueille 191 des suffrages exprimés. Owusu Afriyie Akoto obtient 95 voix. Dans son discours de concession, il promet de travailler avec Nuamah pour conserver son siège parlementaire et affirme que Nuamah a remporté le siège grâce à son mérite.

### Ministre de l'Agriculture
En janvier 2017, le président Nana Akufo-Addo le nomme au poste de ministre de l'Alimentation et de l'Agriculture (en),. Il est approuvé le même mois. Lors de son enquête, il a fait savoir que des investisseurs d'Afrique du Sud et des États-Unis qui avaient visité les plaines d'Afram, Kintampo et d'autres endroits du pays étaient enthousiasmés par les opportunités d'élevage que ces endroits offrent et avaient exprimé leur intérêt à investir dans le secteur,.
Le mardi 10 janvier 2023, Owusu Afriyie Akoto démissionne de son poste de ministre de l'Alimentation et de l'Agriculture en présentant sa lettre de démission au président de la République du Ghana, Nana Addo Dankwa Akufo-Addo, à la maison de jubilé (en), à Accra,,,,,. Dans un communiqué de presse publié par le directeur des communications de la présidence de la République du Ghana, le président Nana Addo Dankwa Akufo-Addo a accepté sa lettre de démission et a remercié Afriyie Akoto pour ses services au pays. Par conséquent, Mavis Hawa Koomson, ministre de la Pêche et de l'Aquaculture et députée d'Awutu Senya Est (en), est nommée ministre par intérim au ministère de l'Alimentation et de l'Agriculture jusqu'à la nomination d'un ministre permanent,,. Owusu Afriyie Akoto présente ses notes de passation de pouvoir à la ministre par intérim, Mavis Hawa Koomson, dont la nomination prend effet le lundi 24 janvier 2023 ; elle est remplacée le 7 février qui suit par le nouveau ministre, Bryan Acheampong.

#### Vision du ministère
En tant que ministre de l'Alimentation et de l'Agriculture, Owusu Afriyie Akoto promet d'augmenter le pourcentage d'agriculteurs qui utilisent des semences améliorées pour l'agriculture, qui en juin 2017 s'éleve à 11 %. Il affirme que 85 % des agriculteurs utilisent encore des semences traditionnelles, ce qui réduit leurs rendements. Il fait également savoir que le gouvernement collaborerait avec l'Institut de recherche agricole de la savane et le Conseil de développement des céréales pour surmonter le déficit d'approvisionnement en semences pour le programme Planter pour l'alimentation et l'emploi.
Il est reconnu pour avoir conçu et mis en œuvre le programme phare du gouvernement ghanéen « Planter pour l’alimentation et l’emploi », lancé le 19 avril 2017. Cette initiative politique vise à remédier au déclin que connaît le secteur agricole du pays,. Cependant, les réactions concernant le succès de l'initiative politique sont mitigées, certaines organisations de la société civile (OSC) (en) du secteur agricole appelant à une révision, tandis que le gouvernement vante son succès en se basant sur les chiffres du marché et l'amélioration de la sécurité alimentaire pour 6,4 millions de Ghanéens,,,.
Les critiques de cette politique ont réitéré son échec en raison de la flambée des prix des denrées alimentaires due à une inflation galopante, de la mauvaise qualité des semences et des engrais achetés pour le programme et de la fausse soumission de demandes, d'où la nécessité d'un examen de sa durabilité,,,. D'autre part, Afriyie Akoto a critiqué les critiques qui n'ont pas vu l'impact attendu du programme Planter pour l'alimentation et l'emploi,.

### Ministre du Cabinet
En mai 2017, le président Akufo-Addo le nomme comme l'un des 19 ministres qui forment son cabinet (en). Les noms des 19 ministres sont soumis au Parlement du Ghana et annoncés par le président de la Chambre, le très honorable professeur Mike Ocquaye (en). En tant que ministre du cabinet, il fait partie du cercle restreint du président et doit contribuer aux principales activités de prise de décision dans le pays.

### Course au poste de porte-drapeau du Nouveau Parti patriotique
Suite à sa démission de son poste de ministre de l'Alimentation et de l'Agriculture, il révéle son ambition de se présenter à la présidence de la République du Ghana sous la bannière du Nouveau Parti patriotique (NPP) aux élections générales de 2024,. Owusu Afriyie Akoto définit sept politiques de campagne pour mener la transformation totale du pays lorsqu'il sera élu président, avec la transformation agricole comme changement de paradigme pour son programme.
Le lundi 19 juin 2023, Afriyie Akoto dépose officiellement sa candidature au siège du parti NPP à Asylum Down en tant que porte-drapeau du parti aux élections générales de 2024,. Après avoir déposé ses formulaires de nomination, il indique que le parti NPP ne peut pas « briser le 8 » avec un front divisé et donc la nécessité de permettre constitutionnellement aux délégués de prendre la décision. Le 26 juillet 2023, Afriyie Akoto choisit le numéro cinq lors du processus de vote pour les candidats au poste de porte-drapeau du NPP. Ce scrutin a lieu en prévision de la conférence des délégués spéciaux, qui doit se tenir le 26 août 2023,.

## Vie personnelle
Afriyie Akoto est mariée et a sept enfants. Il est catholique.